# Helio líquido

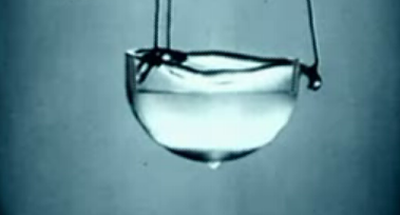
Helio líquido en una copa.

El helio líquido es un gas noble que puede existir en estado líquido a extremadamente bajas temperaturas. El helio posee diversos isótopos y dependiendo de cual se trate algunas de las propiedades físicas del helio líquido cambiarán, como puede ser el punto de ebullición o el punto crítico.

## Licuefacción
El helio fue licuado por primera vez el 10 de julio de 1908 por el físico holandés Heike Kamerlingh Onnes  en los Países Bajos. En ese momento, se desconocía el helio-3, ya que el espectrómetro de masa aún no se había inventado. En décadas más recientes, algo de helio líquido ha sido utilizado como refrigerante criogénico y helio líquido es producido comercialmente para su uso en imanes superconductores tales como los utilizados en la formación de imágenes de resonancia magnética (magnetic resonance imaging, MRI), resonancia magnética nuclear (nuclear magnetic resonance, NMR), magnetoencefalografía (MEG) y experimentos de física, como la espectroscopia Mössbauer de baja temperatura. El helio puede licuarse sólo mediante el uso del exótico ciclo Hampson-Linde, y no por métodos más sencillos.

## Propiedades
| Propiedades del helio líquido                                  | Helio-4 | Helio-3                       |
| -------------------------------------------------------------- | ------- | ----------------------------- |
| Temperatura crítica                                            | 5.2 K   | 3.3 K                         |
| Punto de ebullición a 1 atm                                    | 4.2 K   | 3.2 K                         |
| Presión de fusión mínima                                       | 25 atm  | 29 atm a 0.3 K                |
| Superfluido transition temperature a presión de vapor saturada | 2.17 K  | 1 m K en campo magnético nulo |